# Dialektniveau
Das Dialektniveau beschreibt den Grad des Sprechers an Dialektbeherrschung. Das Dialektniveau wird vor allem dann herangezogen, wenn der Dialekt für den Sprecher die einzige Möglichkeit ist, sich zu äußern.
Aus Sicht der Soziolinguistik steht ein hohes Dialektniveau in Wechselbeziehung mit erschwertem Erwerb und Beherrschung der Standardsprache (Ammon, 1972). Kritisch äußert sich dazu Löffler.
Der Begriff ist somit wertend und verneint die kreative Offenheit jeder Sprechweise. Die jeweilige Sprechweise wird somit als systemgebunden eingestuft.